# Henri Grethen
Henri Grethen, né le 16 juillet 1950 à Esch-sur-Alzette (Luxembourg), est un homme politique luxembourgeois, secrétaire général du Parti démocratique (DP) en 1980
Il est ministre de l'Économie et des Transports dans le gouvernement dirigé par Jean-Claude Juncker de 1999 à 2004. Par la suite, il est nommé représentant du Luxembourg à la Cour des comptes européenne.
Il est membre du board of Directors de FWU Life Insurances Lux S.A. filiale de FWU AG.

## Biographie
En mars 2021, la presse révèle que Henri Grethen, président des Hospices civils de la Ville a bénéficié du vaccin contre la Covid-19 en février dernier. Pourtant, il ne faisait pas partie des personnes concernées par la première phase de vaccination.

## Distinctions
- Commandeur dans l'Ordre national de la Légion d'honneur (Promotion 2002)[5]